# 大八角
大八角（学名：Illicium majus）是八角茴香科八角属的植物。分布于越南、缅甸以及中国大陆的广东、贵州、广西、湖南、云南等地，生长于海拔200米至2,300米的地区，一般生于混交林、灌丛中、密林或有林的石坡溪流沿岸，目前尚未由人工引种栽培。

## 别名
神仙果

## 异名
- Illicium spathulatum Y. C. Wu